# Babbel
Babbel es un software de aprendizaje de idiomas en línea. La plataforma está disponible en varias lenguas desde enero de 2008. Actualmente dispone de 14 lenguas para aprender: holandés, danés, inglés, español, francés, alemán, indonesio, italiano, noruego, polaco, portugués, ruso, sueco, español y turco.

## Origen del nombre
La palabra Babbel es el modo imperativo de (alemán) babbeln (charla). Está probablemente inspirado en la Torre bíblica de Babel. En el Antiguo Testamento, la Torre de Babel era un gigantesco ziggurat cuya construcción perseguía alcanzar el cielo. Pero justo antes de finalizar la construcción, Dios hizo que los trabajadores hablaran varias lenguas distintas para confundirlos y así evitar la construcción de la torre. Alternativamente, el nombre podría estar inspirado en el pez Babel, un animal ficticio descrito por Douglas Adams en 'Hitchhiker' Guía a la Galaxia', los cuales pueden entender cualquier lengua y traducirlo al oyente si está insertado al canal de oreja. Finalmente, babbeln significa para hablar en el Hessian, dialecto de Alemania.

## Historia
La compañía fue fundada en agosto de 2007 por Markus Witte y Thomas Holl. En enero de 2008, la plataforma de aprendizaje de idiomas se puso en línea con características de la comunidad como una versión beta gratuita. En 2008, Kizoo Technology Ventures y IBB se convirtieron en los primeros inversores de Babbel. Luego, en 2009, el Fondo Estructural Europeo del FEDER otorgó a Babbel aproximadamente un millón de euros. La nueva versión del producto, Babbel 2.0, entró en línea en noviembre de 2009. En ese momento, los fundadores de Babbel decidieron no usar un modelo de publicidad y finanzas mixtas, optando por contenido de pago. 
En marzo de 2013, Babbel adquirió la startup PlaySay Inc. de San Francisco para expandirse a los Estados Unidos.  Como parte de la adquisición, el Fundador y CEO de PlaySay, Ryan Meinzer, se unió a Babbel como asesor estratégico para sus operaciones en los Estados Unidos.
En enero de 2015, Babbel abrió una oficina en la ciudad de Nueva York con el objetivo de expandir su presencia en el mercado estadounidense.  Más tarde ese año, una tercera ronda de financiación dirigida por Scottish Equity Partners recaudó otros $ 22 millones.  Otros participantes en esta ronda son los inversores anteriores Reed Elsevier Ventures, Nokia Growth Partners, y VC Fonds Technology Berlin. Desde enero de 2017, Babbel , la filial estadounidense de la compañía, ha sido dirigida por Julie Hansen, CEO de EE. UU.

## Concepto
Los cursos interactivos ofrecidos por babbel.com pueden ser completados sin necesidad de instalaciones. Hay cursos de gramática y vocabulario para principiantes, así como cursos con lengua-twisters, refranes y canciones. Los usuarios que quieren aprender inglés en línea también puede encontrar Empresarial inglés en Babbel, con temas de lecciones como “Marketing”, “Recursos Humanos” y “PR”, además de inglés para periodistas y empleados. Aquellos que desean aprender español en línea también puede encontrar lecciones de vocabulario extenso con los ejercicios que elaboran diferentes hablantes de español en distintos países. Los cursos también pueden ser estudiados en dispositivos móviles. Las aplicaciones para todas plataformas móviles importantes están disponibles: iPhone e iPad las encontramos en la App Store, y en la Play Store, las aplicaciones también están disponibles para teléfonos con Windows desde la Windows Store, mientras Windows 8 y Windows RT las aplicaciones están disponibles a través de la Windows Store del Windows.
Babbel usa la tecnología actual y enseñando métodos que objetivo para hacer la lengua que aprende sencillo. Lectura multimedia y escribiendo ejercicios, escuchando comprensión y formación de pronunciación que—incluye un director de revisión personalizado hace un multi-aprendizaje sensorial , comprensible la experiencia posible. 
Entrenando la pronunciación correcta es foco especial para Babbel.com. Con reconocimiento de discurso de tiempo real tecnología, los usuarios consiguen retroalimentación inmediata en su nivel de éxito.
Babbel También ofrece la posibilidad para contactar otros estudiantes de alrededor del mundo. Hay páginas de perfil individual, un “tablero” y un interno messaging sistema.